# Meister des älteren Gebetbuchs Maximilian I.

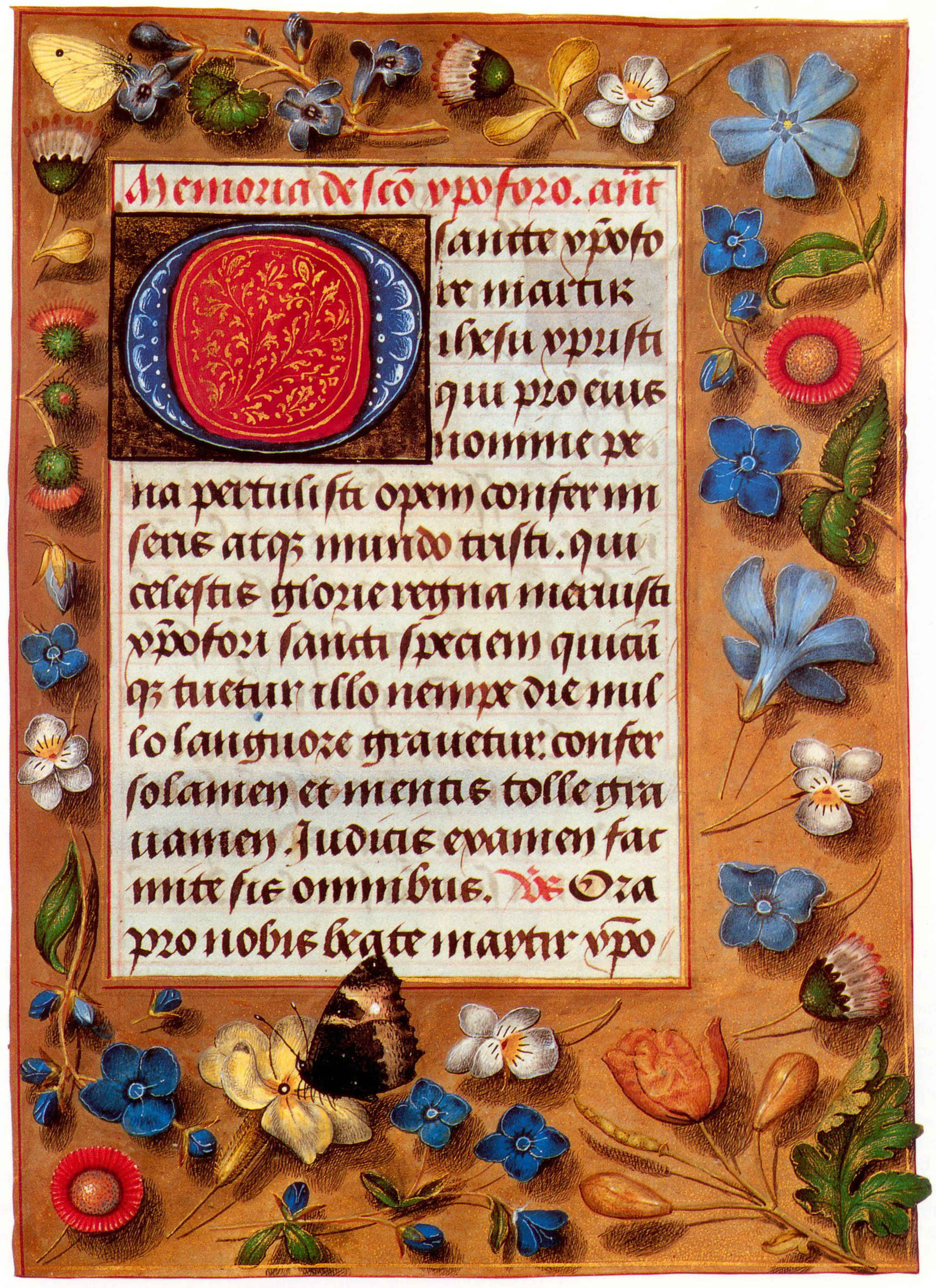
Stundenbuch des "Meisters des ersten Gebetbuchs von Maximilian I." aus den späten 1470er Jahren.
Zu den Pflanzen gehören der Ehrenpreis und das Immergrün. Der untere Schmetterling ist Aglais urticae. Der lateinische Text ist eine Verehrung für den Heiligen Christophorus.

Als Meister des älteren Gebetbuchs Maximilians I. wird ein flämischer Buchmaler bezeichnet, der um 1486 ein Gebetbuch für  Maximilian I. mit fünf ganzseitigen Miniaturen und drei goldgrundierten Initialen ausgemalt hat. Dieses Manuskript und die Illustrationen entstanden wohl in der Periode des Aufenthaltes von Maximilian in den Niederlanden. Es wird als das ältere Gebetbuch bezeichnet, zur Unterscheidung von dem später gedruckten Gebetbuch Maximilians I.
Der Meister hatte wohl seine Werkstatt in Brügge und zeichnet sich durch die besondere Kunstfertigkeit und Details in seinen Bildern aus. Besonders bekannt ist sein Bild des Maximilian, der  vor dem Hl. Sebastian kniet (fol. 61v), eine Darstellung des jungen Königs.

## Identifizierung
Eventuell ist der Meister des ältere Gebetbuch Maximilians I., der das Bildnis des jungen Maximilians gemalt hat, identisch mit dem Meister des Hortulus Animae und die übrigen Bilder ein Werk aus dem Atelier des Alexander Bening (1444–1519).